# Tolkien Ensemble
Tolkien Ensemble es un grupo de música danés fundado en 1995 y cuyos trabajos están basados en El Señor de los Anillos, la obra más famosa del escritor británico J. R. R. Tolkien. El proyecto fue aprobado tanto por la familia Tolkien como por HarperCollins, la editorial de los libros de Tolkien. Los discos están ilustrados con los dibujos de la reina Margarita II de Dinamarca.
En el año 2007 el grupo hizo una gira por Europa, combinando sus propias obras con piezas de la banda sonora que Howard Shore compuso para la trilogía cinematográfica de El Señor de los Anillos.

## Miembros
El grupo está formado por:
- Caspar Reiff (composición, voz y guitarra),
- Peter Hall (composición, voz y guitarra),
- Signe Asmussen (voz),
- Øyvind Ougaard (acordeón),
- Katja Nielsen (contrabajo) y
- Morten Ryelund Sørensen (violín y orquesta).

## Discografía
- An Evening in Rivendell (1997)
- A Night in Rivendell (2000)
- At Dawn in Rivendell (2002)
- Leaving Rivendell (2005)
- Complete Songs & Poems (2006)

- Datos: Q291697